# Domejkowo
Domejkowo (lit. Domeikava) – miasteczko na Litwie, w okręgu kowieńskim, w rejonie kowieńskim. Do 1850 własność Jana Kudrewicza, następnie przeszła w ręce Martusewicza. W 2001 roku liczyło 4704 mieszkańców (2001). Posiada gimnazjum założone w latach 20. XX w.